# Hundsburg (Hessenwald)

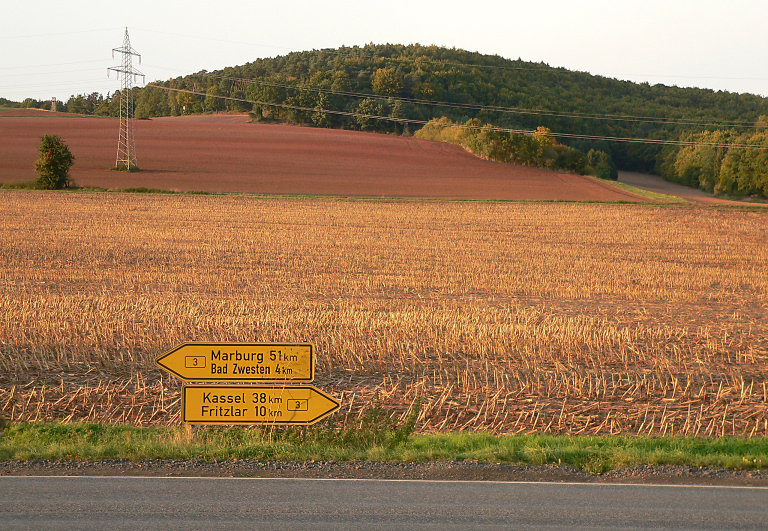
Blick von Südwesten zur Hundsburg

Die Hundsburg ist ein 334,9 m ü. NHN hoher Berg in den östlichen Ausläufern des Kellerwalds, dem Naturraum Hessenwald, zwischen Kerstenhausen und Kleinenglis, beides Stadtteile von Borken im nordhessischen Schwalm-Eder-Kreis.  Sie bildet die Nordflanke der Schwalmpforte, bei der die Schwalm aus dem Löwensteiner Grund (Naturraum 341.7) in die Schwalmaue (Naturraum 343.21) eintritt. Auf dem südlichen Ufer der Schwalm bildet der Kuhberg, ein nordöstlicher Ausläufer der Altenburg, die Südflanke der Schwalmpforte.
Auf dem Gipfelplateau des Berges finden sich im Nordosten schwache Reste ehemaliger Ringwallanlagen und Gräben; diese gehen im Nordwesten in eine Terrasse über, die im Westen nur schwach, aber im Süden noch gut zu erkennen ist. Funde von Keramikscherben wohl aus der Hallstattzeit deuten auf eine Nutzung als vorchristliche Fliehburg hin.
Dass das niederhessische Adelsgeschlecht derer von Hund auf der Hundsburg seinen ursprünglichen Stammsitz hatte, ist möglich, aber nicht nachgewiesen. Sollte dies der Fall sein, so wäre deren Burganlage schon im 12. Jahrhundert aufgegeben und verfallen gewesen. Das Kloster Hardehausen kaufte im Jahre 1258 den „Wald Hundesburch“ von Ludwig von Homberg, und im Jahre 1347 vermachten die Brüder Heinrich, Hermann und Werner von Löwenstein zum Jahresgedenken ihres Vaters dem Peterstift Fritzlar Einkünfte aus ihrem Besitz im Bereich des Berges Hundsburg („mons hundisborg“).  In beiden Fällen ist nur von dem Berg bzw. dem Wald, nicht aber von einer Burg die Rede. Landau bezweifelte daher, dass eine Burg dort bestand, und verneinte, dass die Hund dort jemals Besitz gehabt hätten. Die Reste von Gräben seien Teile einer ehemaligen und Anfang des 18. Jahrhunderts noch sichtbaren Landwehr, die einst quer durch die Schwalmpforte vom Kuhberg bis auf die Hundsburg verlief. Allerdings sollen 1778 noch einige Grundmauern auf dem Berg vorhanden gewesen sein.
Beim Bau der Straße von Fritzlar nach Kerstenhausen 1803–1804, heute Teil der Bundesstraße 3, wurden unterhalb der Hundsburg mehrere Hügelgräber und Bestattungsurnen gefunden.